# Rivière aux Sables (vattendrag i Kanada, lat 48,68, long -71,51)
Rivière aux Sables är ett vattendrag i Kanada.   Det ligger i provinsen Québec, i den östra delen av landet, 500 km nordost om huvudstaden Ottawa.
I omgivningarna runt Rivière aux Sables växer i huvudsak blandskog. Runt Rivière aux Sables är det glesbefolkat, med 10 invånare per kvadratkilometer.